# 단결 (라트비아)
단결(團結, 라트비아어: Vienotība 비에노티바)은 2010년 라트비아에서 만들어진 자유주의 정당이다. 현재 지도자는 아르빌스 아셰라덴스이며, 2014년 총선거 결과, 사회민주당 "조화"에 이어 제2당이다. 현재 여당이며 중도우파 정당이다.

## 같이 보기
- 라트비아의 정당